# Relaciones Macedonia del Norte-Venezuela
Las relaciones Macedonia del Norte-Venezuela se refieren a las relaciones internacionales que existen entre Macedonia del Norte y Venezuela.

## Historia
Macedonia del Norte desconoció los resultados de las elecciones presidenciales de Venezuela de 2018, donde Nicolás Maduro fue declarado como ganador.[cita requerida]
En 2019, durante la crisis presidencial de Venezuela, Macedonia del Norte reconoció a Juan Guaidó como presidente de Venezuela.
En el marco de las elecciones presidenciales de Venezuela de 2024, en su primer boletín, el Consejo Nacional Electoral declaró a Nicolás Maduro como ganador, con un presunto 51,20 % de los votos, y diciendo que Edmundo González recibió un 44,02 %, justificando el retraso en anunciar los resultados en un «hackeo» del sistema, el cual habría sido perpetrado desde servidores en Macedonia del Norte, según denunció el Fiscal general de Venezuela Tarek William Saab. Desde Macedonia del Norte, el ministro de servicios digitales Stefan Andonovski, señaló al régimen de Nicolás Maduro de acusar sin pruebas a diversos estados extranjeros durante años, los cuales nada tienen que ver, ni tienen responsabilidad alguna en los asuntos internos de Venezuela,expresando lo siguiente:

Estamos siguiendo el proceso (eleccionario de Venezuela) con mucha atención. Nuestro ministerio no es un organismo de investigación, pero nos aseguraremos que nadie en nuestro país sea acusado sin tener pruebas contundentes. No estamos involucrados en las batallas políticas internas de un régimen autoritario que desde hace años existe en ese país, ni mucho menos con la oposición venezolana.
Ministro Stefan Andonovski

También, desde el Ministerio del Interior macedonio han señalado que las acusaciones hechas por Venezuela han sido seguidas con mucha atención, pero que no han recibido ninguna solicitud de investigación, ni de entrega de información desde el régimen de Nicolás Maduro. Desde el mismo ministerio además señalan que, por mucho de que se tengan registradas IPs macedonias, eso no significa que el “ataque informático” haya sido hecho desde Macedonia del Norte, sino que pudo haber sido hecho desde servicios VPN usados por piratas informáticos desde una ubicación desconocida, que utilizan ubicaciones aleatorias de cualquier continente en el planeta. Los medios macedonios reportan que no es la primera vez que se involucra al país europeo en elecciones presidenciales extranjeras, ya que en las elecciones presidenciales de Estados Unidos de 2016 también se señaló a piratas informáticos de Macedonia del Norte de crear noticias falsas que favorecieron la victoria de Donald Trump en los comicios de 2016.